# Phil Marshall
Phil Marshall (...) è un compositore statunitense.
Ha composto musiche per film, serie televisive e documentari, tra cui: Ancora più scemo, Smitty - Un amico a quattro zampe e Brillantina.

## Filmografia parziale

### Cinema
- Una vita spezzata (The Last of Philip Banter), regia di Hervé Hacuel (1986)
- Illegalmente tuo (Illegally Yours), regia di Peter Bogdanovich (1988)
- L'ultima luna d'agosto (Full Moon in Blue Water), regia di Peter Masterson (1988)
- Perché proprio a me? (Why Me?), regia di Gene Quintano (1990)
- Scalciando e strillando (Kicking and Screaming), regia di Noah Baumbach (1995)
- Ancora più scemo (Trial and Error), regia di Jonathan Lynn (1997)
- Kiss Toledo Goodbye, regia di Lyndon Chubbuck (1999)
- Hoot, regia di Wil Shriner (2006)
- Live! - Ascolti record al primo colpo (Live!), regia di Bill Guttentag (2007)
- Smitty - Un amico a quattro zampe (Smitty), regia di David M. Evans (2012)
- K-11, regia di Jules Stewart (2012)

### Televisione
- Storie incredibili (Amazing Stories) - serie TV, 1 episodio (1986)
- Brillantina (The Outsiders) - serie TV, 7 episodi (1990)
- Johnny Bago - serie TV, 7 episodi (1993)